# Brandstifter (1969)
Brandstifter ist ein Drama des Regisseurs und Drehbuchautors Klaus Lemke aus dem Jahr 1969.

## Handlung
Köln im Jahre 1969. Studenten gruppieren sich, um sich gemeinsam gegen die von ihnen als negativ bewertete politische Ordnung zur Wehr zu setzen. Anka setzt mit einem Brandsatz ein Kaufhaus in Brand, da sie sich selbst nicht mehr in der Lage sieht, alleine mit Worten ihre Meinung zu argumentieren.
Eine junge Studentin aus Hamburg kommt in die Wohngemeinschaft, in der auch Anka lebt, und bringt mit ihren eigenen Weltanschauungen die Gruppe in Unordnung; teilweise in Zwietracht. 
Der Film beleuchtet Teile der Studentenszene in den späten 1960er bzw. frühen 1970er Jahren. Er besticht unter anderem durch außerordentlich lange Monologe, welche politisch geprägt sind.

## Produktionsnotizen
Anlass zum Film waren die Kaufhaus-Brandstiftungen am 2. April 1968 in Frankfurt am Main. Diese inspirierten Klaus Lemke zu der Idee, in der Art der Filme von D. A. Pennebaker den Blick auf die Verhaltensweisen einer unverstandenen Gegenkultur zu richten. Das Fernsehen wiederum erschien ihm als geeignetes Medium, um ein Massenpublikum zu erreichen. Anfang November einigte er sich ohne Probleme mit Chefdramaturg Günter Rohrbach und Produzent Peter Märthesheimer auf ein entsprechendes Projekt. Als sein Ziel gab er in der Frankfurter Rundschau vom 9. Mai 1969 bekannt, er wolle erreichen, dass „Leute, die ihren Fernseher anmachen und ihn bei  bestimmten Signalen, die ihnen der Apparat gibt, nicht wieder abschalten.“
Als von den Studenten gedrehter Dokumentarfilm wird ein Film im Film präsentiert, der aus schwarzweißen Wochenschaubildern zusammengesetzt wurde und aktuelle Ereignisse wie die Schrecken des Vietnamkrieges, Studentendemonstrationen und den von der Polizei erschossenen Benno Ohnesorg zeigt. 
Pop Art und Beatmusik sind im Film sehr präsent. Lemke hatte auch Gudrun Ensslin, Andreas Baader und Horst Söhnlein persönlich erlebt und wollte sie „so zeigen, wie ich sie erlebt hatte“.
Der Film wurde am 13. Mai 1969 erstmals aufgeführt.

## Kritiken
Die zeitgenössische Kritik reagierte zurückhaltend auf den Film. In einem Artikel der Welt vom 16. Mai 1969 wurde beanstandet, Lemke habe mit seinem aus Filmklischees zusammengeflickten Werk „nur klischisierte Verhaltensmuster bestätigt“ und „sich nicht der wirklichen und drängenden Probleme angenommen.“ Der Rezensent der Süddeutschen Zeitung vom 12. Mai 1969 vermutete, „daß hier mit einem bunten Bilderreigen die Studentenrevolte einem Pseudoverständnis erschlossen und konsumierbar gemacht werden soll.“
Für den Filmdienst handelt es sich um eine „in den Ansätzen interessante Milieustudie, die ihr Thema jedoch hoffnungslos zerredet.“